# Shannon Rugby Football Club
Maillots
Dernière mise à jour : 28 février 2013.
 Shannon RFC  est un club irlandais de rugby à XV basé dans la ville de Limerick en Irlande et qui évolue dans le championnat irlandais de première division. Le club est affilié à la fédération du Munster et ses joueurs peuvent être sélectionnés pour l’équipe représentative de la région, Munster Rugby. 

## Histoire
Shannon tire son nom du plus long fleuve d'Irlande, le Shannon, qui se jette dans l'océan Atlantique près de Limerick. Il fut fondé dans un pub de la ville en 1884 et se contenta de jouer dans les compétitions mineures (junior rugby). Ce n'est qu'en 1953 que le club fut accepté au niveau supérieur (senior rugby). Shannon devient alors l'un des deux grands clubs de Limerick, l'autre étant le Garryowen FC. Les succès s'enchaînent à partir de la fin des années 70. Sa domination devient alors parfois écrasante, avec des séries impressionnantes de victoires dans les compétitions régionales (sept victoires consécutives en Coupe du Munster entre 2000 et 2006, 17 en 33 saisons).
Sept joueurs de Shannon font partie de l'équipe du Munster battue en finale de la Coupe d'Europe 2002 par les Leicester Tigers et huit de celle qui remporte la compétition en 2006 contre le Biarritz olympique. Éamon de Valera, considéré comme le « Père de la nation irlandaise », est membre du club pendant 50 ans.

## Palmarès
- Vainqueur du Championnat d'Irlande en 1995, 1996, 1997, 1998, 2002, 2004, 2005, 2006 et 2009
- Vainqueur de la Munster Senior League en 1981, 1986, 1989, 2002, 2004 et 2005
- Vainqueur de la Munster Senior Cup en 1960, 1977, 1978, 1982, 1986, 1987, 1988, 1991, 1992, 1996, 1998, 2000, 2001, 2002, 2003, 2004, 2005, 2006 et 2008
- Vainqueur de la Munster Junior Cup en 1914, 1920, 1924, 1925, 1939, 1940, 1954, 1961, 1962 et 1996

## Joueurs célèbres
Shannon a fourni plusieurs joueurs à  l’équipe d'Irlande et aux Lions dont : 
| - Mick Fitzgibbon - Anthony Foley - Brendan Foley - Mick Galwey - John Hayes - Trevor Hogan - Marcus Horan | - Gerry McLoughlin - Mick Moylett - Alan Quinlan - Adam Reeves - Peter Stringer - Colm Tucker |